# Giuseppe Pillon
Giuseppe Pillon, detto Bepi (Preganziol, 8 febbraio 1956), è un ex calciatore e allenatore di calcio italiano, di ruolo centrocampista.
Come allenatore detiene, insieme ad Alberto Zaccheroni, il record di tre promozioni consecutive dalla Serie D alla Serie B, conseguite col Treviso.

## Caratteristiche tecniche

### Allenatore
Predilige come modulo il 4-4-2. Ha schierato le sue squadre anche con il 4-3-3 e il 4-3-1-2.

## Carriera

### Giocatore

Pillon (accosciato, a destra) allo Spezia nella stagione 1986-1987

Inizia le giovanili nelle file della Pro Mogliano, formazione con la quale diventa vicecampione italiano nella categoria allievi. Acquistato dalla Juventus, si trasferisce a Torino per completare il percorso delle giovanili con il team bianconero. Viene quindi ceduto all'Alessandria, squadra con cui disputa il primo campionato professionistico esordendo con i grigi nel campionato di Serie C 1975-1976.
Termina la carriera nelle squadre del circondario. Nella stagione 1988-1989 gioca in Serie C2 nelle file del Giorgione, quindi passa al Treviso con il quale gioca per una stagione sempre in Serie C2, per poi concludere la carriera nel paese nel quale risiede la famiglia (Campocroce di Mogliano Veneto) giocando due stagioni con la Pro Mogliano con la quale ottiene un 5º e un 3º posto nel massimo torneo regionale del Veneto (stagioni 1990-1991 e 1991-1992).

### Allenatore

#### Esordi
Esordisce nel Salvarosa nel 1992 nel campionato di Promozione Veneto e poi nel Campionato Nazionale Dilettanti allena il Bassano.

#### Treviso
Nel 1994 è ingaggiato dal Treviso, che in tre anni porta dal Campionato Nazionale Dilettanti alla Serie B, dopo 42 anni d'assenza, arrivando primo in Serie D, in Serie C2 e in Serie C1.

#### Padova, Genoa, Lumezzane e Pistoiese
Nell'estate del 1997 è ingaggiato dal Padova, in Serie B, venendo esonerato nel gennaio 1998. In estate viene assunto dal Genoa, dove viene esonerato dopo quattro giornate del campionato 1998-1999.
Nel marzo 2000 allena il Lumezzane, ultimo in Serie C1, ottenendo la salvezza dopo i play-out, mentre nel dicembre dello stesso anno viene esonerato dalla Pistoiese in Serie B.

#### Ascoli e Bari
Nel 2001 viene assunto all'Ascoli, rimanendo due stagioni, e ottenendo una promozione in Serie B nel 2001-2002, e una tranquilla salvezza nel campionato di Serie B 2002-2003.
Nel novembre 2003 sostituisce Marco Tardelli al Bari, ma non riesce a risalire oltre il quart'ultimo posto perdendo poi lo spareggio salvezza contro il Venezia. In estate i pugliesi conserveranno comunque la categoria a seguito del fallimento di Ancona e Napoli.

#### La storica promozione a Treviso
Nell'autunno del 2004 viene richiamato da Ettore Setten a Treviso, con la squadra all'ultimo posto in classifica. A fine anno, grazie a una splendida rimonta, il Treviso si piazza al 5º posto e disputa i play-off promozione perdendo contro il Perugia.
In estate arriverà la prima storica promozione in Serie A a seguito del fallimento del Torino.

#### Chievo Verona e ritorno al Treviso
Nel 2005 è ingaggiato dal Chievo Verona e, contrariamente alle aspettative generali, ottiene un prestigioso settimo posto e la qualificazione alla Coppa UEFA. In seguito allo scandalo del calcio italiano del 2006, però, il piazzamento viene corretto al quarto posto ed il Chievo Verona si vede qualificato al terzo turno della Champions League 2006-2007 contro il Levski Sofia. La sconfitta per (2-0) in Bulgaria e il pareggio per (2-2) in Italia condannano il Chievo Verona al ripescaggio in Coppa UEFA. I ragazzi di Pillon però non hanno fortuna e vengono eliminati dallo Sporting Braga senza accedere al tabellone principale (2-0 a Braga e 2-1 dts a Verona). In campionato non va meglio al tecnico trevigiano che, dopo aver conquistato un solo punto nelle prime sei giornate (1-1 con l'Empoli), viene sostituito sulla panchina gialloblù dall'ex Luigi Delneri.
Il 13 giugno 2007 torna ufficialmente, per la terza volta, ad allenare il Treviso, con cui affronterà in Serie B la stagione 2007-2008. L'inizio non è dei migliori. La squadra, allestita con ingenti spese dal presidente Ettore Setten per vincere il campionato con l'ingaggio di calciatori di categoria superiore e alcuni dei migliori elementi del campionato di Serie B, arranca nelle ultime posizioni di classifica. Pillon rischia l'esonero, il quinto della carriera, ma alcuni risultati positivi ottenuti grazie alle prodezze del capitano Beghetto, vero bomber della squadra a dispetto dei costosi acquisti estivi, tengono a galla squadra e tecnico.
Il 15 luglio 2008, Pillon rescinde consensualmente il contratto con il Treviso. La causa è il mancato accordo con la società sulla riduzione dell'ingaggio richiesta dalle difficoltà economiche della società guidata del presidente Ettore Setten.

#### Reggina e ritorno all'Ascoli
Il 16 dicembre 2008 è ingaggiato nella Serie A 2008-2009 dalla Reggina, in sostituzione dell'esonerato Nevio Orlandi. Il 25 gennaio 2009, dopo tre sconfitte consecutive (per ultima quella in casa per 0-1 contro il ChievoVerona), viene esonerato. Alla guida della squadra amaranto viene richiamato lo stesso Orlandi. Torna in panchina dopo dieci mesi d'assenza in Serie B: l'Ascoli infatti, lo ingaggia al posto di Alessandro Pane, esonerato dopo 15 partite. Viene annunciato dal presidente ascolano Benigni, il 22 novembre 2009 e per Pillon, si tratta di un ritorno, dopo l'esperienza ad Ascoli avuta dal 2001 al 2003.
Il suo esordio non porta però a buoni risultati: arrivano infatti due sconfitte contro Piacenza e Reggina che fanno scivolare la squadra al terz'ultimo posto in classifica, in piena zona retrocessione. In quest'ultima partita Pillon si rende autore di un gesto di fair-play: infatti, mentre un difensore amaranto lascia uscire la palla per propri problemi fisici, il suo Ascoli non lascia terminare la palla fuori e continua a giocare, segnando rocambolescamente il gol. Pillon successivamente chiede ai suoi di rimanere fermi e di regalare il gol alla Reggina. La giornata successiva l'Ascoli pareggia in casa della capolista Lecce, per poi infilare una serie di cinque vittorie consecutive. A tre giornate dal termine del Campionato cadetto, il 14 maggio 2010 il trainer trevigiano ufficializza il suo addio dall'Ascoli una volta terminato il torneo.

#### Livorno ed Empoli
Il 4 giugno 2010 viene ufficializzato il suo accordo annuale con il Livorno. Dopo la sconfitta di Portogruaro il 12 febbraio 2011 viene esonerato e sostituito da Walter Novellino. Il 2 ottobre 2011, dopo l'esonero di Alfredo Aglietti, ha firmato un contratto che lo lega all'Empoli fino a conclusione del campionato. La prima partita da tecnico degli azzurri l'ha disputata il 5 ottobre 2011 pareggiando in trasferta proprio contro l'ex squadra, il Livorno.
Già il 20 novembre successivo viene esonerato dall'Empoli che lo sostituisce con Guido Carboni.

#### Il ritorno alla Reggina
Il 16 marzo 2013 Pillon torna ad allenare la Reggina: viene ingaggiato in sostituzione dell'esonerato Davide Dionigi. Esordisce con una vittoria esterna contro l'Ascoli per 3-0, mentre alla sua seconda gara batte in casa per 2-1 la Juve Stabia.
Il 18 maggio 2013 pareggiando 0-0 sul campo del Vicenza, diretta avversaria per la corsa salvezza porta gli amaranto alla permanenza in Serie B.
Il 16 giugno 2013 nonostante sia riuscito ad evitare la retrocessione, termina la sua seconda avventura sulla panchina degli amaranto, sostituito da Gianluca Atzori.

#### Carpi e Pisa
Il 17 marzo 2014 il Carpi lo ingaggia in sostituzione dell'esonerato Stefano Vecchi, nonostante la squadra stesse disputando un discreto campionato di Serie B per gli standard della stessa. Ad ogni modo, la porta ad una tranquilla salvezza, mancando di un soffio l'accesso ai play-off..
Il 16 marzo 2015, dopo esattamente un anno dalla sua ultima chiamata, scende di categoria, andando ad allenare in Lega Pro con un contratto fino al termine della stagione il Pisa, in piena lotta play-off, in sostituzione dell'esonerato Piero Braglia.
Il 23 marzo, dopo una sola settimana dal suo ingaggio, decide di dimettersi in seguito alle sconfitte contro Lucchese e San Marino.

#### Il ritorno al Padova
Il 2 dicembre 2015 diventa il nuovo allenatore del Padova, tornando sulla panchina del club euganeo dopo 18 anni, sostituendo l'esonerato Carmine Parlato in Lega Pro 2015-2016.
Il 27 maggio 2016 viene comunicato che non gli sarà rinnovato il contratto salutando così Padova dopo solo qualche mese e dopo aver effettuato una notevole rimonta alla guida dei biancoscudati.

#### Alessandria
Il 15 aprile 2017 viene ingaggiato dall'Alessandria in sostituzione di Piero Braglia. A fine stagione il club decide di non rinnovargli il contratto, nonostante l'accesso a una storica finale dei play-off, persa contro il Parma.

#### Pescara
Il 4 aprile 2018 sostituisce Massimo Epifani come allenatore al Pescara, firmando fino al termine della stagione. Ottenuta la salvezza matematica con una buona media punti nelle 9 partite disputate, viene confermato alla guida del Pescara anche per la stagione successiva, nella quale, pur con una rosa partita con l'obiettivo della salvezza, raggiunge il quinto posto, che diventerà quarto posto a causa del deferimento del Palermo. Ai play-off per la promozione in massima serie la squadra abruzzese viene poi eliminata in semifinale dall'Hellas Verona e Pillon annuncia la fine della sua esperienza in Abruzzo.

#### Cosenza
L'11 febbraio 2020 viene nominato nuovo tecnico del Cosenza. Esordisce alla guida del club calabrese quattro giorni dopo vincendo 0-3 contro il Livorno. Il 18 marzo 2020, visto il periodo di difficoltà dovuto all'emergenza della Pandemia di COVID-19 del 2020 in Italia, decide di risolvere il contratto che lo lega alla società calabrese per stare vicino alla propria famiglia che si trova in Veneto.

#### Triestina
Il 30 novembre 2020 subentra sulla panchina della Triestina al posto dell'esonerato Carmine Gautieri.  Termina la stagione al 6º posto nel girone B della Serie C perdendo poi il primo turno dei play-off contro la Virtus Verona. Il 4 luglio 2021 viene esonerato dalla società giuliana.

## Statistiche

### Statistiche da allenatore
Statistiche aggiornate al 16 maggio 2021.
| Stagione            | Squadra         | Campionato      | Campionato | Campionato | Campionato | Campionato | Coppe nazionali | Coppe nazionali | Coppe nazionali | Coppe nazionali | Coppe nazionali | Coppe continentali | Coppe continentali | Coppe continentali | Coppe continentali | Coppe continentali | Altre coppe | Altre coppe | Altre coppe | Altre coppe | Altre coppe | Totale | Totale | Totale | Totale | % Vittorie | Piazzamento        |
| Stagione            | Squadra         | Comp            | G          | V          | N          | P          | Comp            | G               | V               | N               | P               | Comp               | G                  | V                  | N                  | P                  | Comp        | G           | V           | N           | P           | G      | V      | N      | P      | %          | Piazzamento        |
| ------------------- | --------------- | --------------- | ---------- | ---------- | ---------- | ---------- | --------------- | --------------- | --------------- | --------------- | --------------- | ------------------ | ------------------ | ------------------ | ------------------ | ------------------ | ----------- | ----------- | ----------- | ----------- | ----------- | ------ | ------ | ------ | ------ | ---------- | ------------------ |
| 1992-1993           | Salvarosa       | Prom.           | 30         | 13         | 13         | 4          | CI-Prom.        | ?               | ?               | ?               | ?               | -                  | -                  | -                  | -                  | -                  | -           | -           | -           | -           | -           | 30     | 13     | 13     | 4      | 43,33      | 2º                 |
| 1993-1994           | Bassano         | CND             | 34         | 17         | 14         | 3          | CI-Dil.         | ?               | ?               | ?               | ?               | -                  | -                  | -                  | -                  | -                  | -           | -           | -           | -           | -           | 34     | 17     | 14     | 3      | 50,00      | 3º                 |
| 1994-1995           | Treviso         | CND             | 34+2       | 24+0       | 6+1        | 4+1        | CI-Dil.         | 6               | 1               | 4               | 1               | -                  | -                  | -                  | -                  | -                  | -           | -           | -           | -           | -           | 42     | 25     | 11     | 6      | 59,52      | 1º (prom.)         |
| 1995-1996           | Treviso         | C2              | 34         | 19         | 11         | 4          | CI-C            | 6               | 2               | 2               | 2               | -                  | -                  | -                  | -                  | -                  | -           | -           | -           | -           | -           | 40     | 21     | 13     | 6      | 52,50      | 1º (prom.)         |
| 1996-1997           | Treviso         | C1              | 34         | 16         | 12         | 6          | CI-C            | 4               | 1               | 2               | 1               | -                  | -                  | -                  | -                  | -                  | -           | -           | -           | -           | -           | 38     | 17     | 14     | 7      | 44,74      | 1º (prom.)         |
| 1997-gen. 1998      | Padova          | B               | 18         | 3          | 5          | 10         | CI              | 2               | 0               | 0               | 2               | -                  | -                  | -                  | -                  | -                  | -           | -           | -           | -           | -           | 20     | 3      | 5      | 12     | 15,00      | Eson.              |
| lug.-sett. 1998     | Genoa           | B               | 4          | 1          | 0          | 3          | CI              | 4               | 1               | 1               | 2               | -                  | -                  | -                  | -                  | -                  | -           | -           | -           | -           | -           | 8      | 2      | 1      | 5      | 25,00      | Eson.              |
| mar.-giu. 2000      | Lumezzane       | C1              | 10+2       | 4+1        | 2+1        | 4+0        | CI+CI-C         | 0+2             | 0+0             | 0+0             | 0+2             | -                  | -                  | -                  | -                  | -                  | -           | -           | -           | -           | -           | 14     | 5      | 3      | 6      | 35,71      | Sub., 15º          |
| lug.-dic. 2000      | Pistoiese       | B               | 17         | 4          | 5          | 8          | CI              | 3               | 1               | 1               | 1               | -                  | -                  | -                  | -                  | -                  | -           | -           | -           | -           | -           | 20     | 5      | 6      | 9      | 25,00      | Eson.              |
| 2001-2002           | Ascoli          | C1              | 34         | 18         | 13         | 3          | CI+CI-C         | 3+2             | 0+0             | 1+1             | 2+1             | -                  | -                  | -                  | -                  | -                  | SC-C        | 2           | 1           | 0           | 1           | 41     | 19     | 15     | 7      | 46,34      | 1º (prom.)         |
| 2002-2003           | Ascoli          | B               | 38         | 13         | 9          | 16         | CI              | 3               | 1               | 1               | 1               | -                  | -                  | -                  | -                  | -                  | -           | -           | -           | -           | -           | 41     | 14     | 10     | 17     | 34,15      | 13º                |
| nov. 2003-2004      | Bari            | B               | 33+2       | 11+1       | 7+0        | 15+1       | CI              | -               | -               | -               | -               | -                  | -                  | -                  | -                  | -                  | -           | -           | -           | -           | -           | 35     | 12     | 7      | 16     | 34,29      | Sub., 21º, (retr.) |
| nov. 2004-2005      | Treviso         | B               | 32+2       | 16+0       | 8+0        | 8+2        | CI              | -               | -               | -               | -               | -                  | -                  | -                  | -                  | -                  | -           | -           | -           | -           | -           | 34     | 16     | 8      | 10     | 47,06      | 4º                 |
| 2005-2006           | Chievo          | A               | 38         | 13         | 15         | 10         | CI              | 3               | 2               | 0               | 1               | -                  | -                  | -                  | -                  | -                  | -           | -           | -           | -           | -           | 41     | 15     | 15     | 11     | 36,59      | 4º                 |
| lug.-ott. 2006      | Chievo          | A               | 6          | 0          | 1          | 5          | CI              | -               | -               | -               | -               | UCL+CU             | 2+2                | 0+1                | 1+0                | 1+1                | -           | -           | -           | -           | -           | 10     | 1      | 2      | 7      | 10,00      | Eson.              |
| Totale Chievo       | Totale Chievo   | Totale Chievo   | 44         | 13         | 16         | 15         |                 | 3               | 2               | 0               | 1               |                    | 4                  | 1                  | 1                  | 2                  |             | -           | -           | -           | -           | 51     | 16     | 17     | 18     | 31,37      |                    |
| 2007-2008           | Treviso         | B               | 42         | 11         | 12         | 19         | CI              | 2               | 0               | 1               | 1               | -                  | -                  | -                  | -                  | -                  | -           | -           | -           | -           | -           | 44     | 12     | 12     | 20     | 27,27      | 18º                |
| Totale Treviso      | Totale Treviso  | Totale Treviso  | 180        | 86         | 50         | 44         |                 | 18              | 4               | 9               | 5               |                    | -                  | -                  | -                  | -                  |             | -           | -           | -           | -           | 198    | 90     | 59     | 49     | 45,45      |                    |
| dic. 2008-gen. 2009 | Reggina         | A               | 4          | 0          | 1          | 3          | CI              | -               | -               | -               | -               | -                  | -                  | -                  | -                  | -                  | -           | -           | -           | -           | -           | 4      | 0      | 1      | 3      | &0,00      | Sub., Eson.        |
| nov. 2009-2010      | Ascoli          | B               | 27         | 12         | 6          | 9          | CI              | -               | -               | -               | -               | -                  | -                  | -                  | -                  | -                  | -           | -           | -           | -           | -           | 27     | 12     | 6      | 9      | 44,44      | Sub., 9º           |
| Totale Ascoli       | Totale Ascoli   | Totale Ascoli   | 99         | 43         | 28         | 28         |                 | 8               | 1               | 3               | 4               |                    | -                  | -                  | -                  | -                  |             | 2           | 1           | 0           | 1           | 119    | 47     | 30     | 32     | 39,50      |                    |
| 2010-2011           | Livorno         | B               | 26         | 9          | 8          | 9          | CI              | 3               | 2               | 0               | 1               | -                  | -                  | -                  | -                  | -                  | -           | -           | -           | -           | -           | 29     | 11     | 8      | 10     | 37,93      | Sub., Eson.        |
| ott.-nov. 2011      | Empoli          | B               | 9          | 2          | 3          | 4          | CI              | -               | -               | -               | -               | -                  | -                  | -                  | -                  | -                  | -           | -           | -           | -           | -           | 9      | 2      | 3      | 4      | 22,22      | Sub., Eson.        |
| mar.-giu. 2013      | Reggina         | B               | 11         | 5          | 2          | 4          | CI              | -               | -               | -               | -               | -                  | -                  | -                  | -                  | -                  | -           | -           | -           | -           | -           | 11     | 5      | 2      | 4      | 45,45      | Sub., 16º          |
| Totale Reggina      | Totale Reggina  | Totale Reggina  | 15         | 5          | 3          | 7          |                 | -               | -               | -               | -               |                    | -                  | -                  | -                  | -                  |             | -           | -           | -           | -           | 15     | 5      | 3      | 7      | 33,33      |                    |
| mar.-giu. 2014      | Carpi           | B               | 13         | 5          | 5          | 3          | CI              | -               | -               | -               | -               | -                  | -                  | -                  | -                  | -                  | -           | -           | -           | -           | -           | 13     | 5      | 5      | 3      | 38,46      | Sub., 12º          |
| mar. 2015           | Pisa            | LP              | 2          | 0          | 0          | 2          | CI+CI-LP        | -               | -               | -               | -               | -                  | -                  | -                  | -                  | -                  | -           | -           | -           | -           | -           | 2      | 0      | 0      | 2      | &0,00      | Sub., Dimiss.      |
| dic. 2015-2016      | Padova          | LP              | 21         | 11         | 6          | 4          | CI-LP           | -               | -               | -               | -               | -                  | -                  | -                  | -                  | -                  | -           | -           | -           | -           | -           | 21     | 11     | 6      | 4      | 52,38      | Sub., 5º           |
| Totale Padova       | Totale Padova   | Totale Padova   | 39         | 14         | 11         | 14         |                 | 2               | 0               | 0               | 2               |                    | -                  | -                  | -                  | -                  |             | -           | -           | -           | -           | 41     | 14     | 11     | 16     | 34,15      |                    |
| apr.-giu. 2017      | Alessandria     | LP              | 3+6        | 2+2        | 1+3        | 0+1        | CI+CI-LP        | -               | -               | -               | -               | -                  | -                  | -                  | -                  | -                  | -           | -           | -           | -           | -           | 9      | 4      | 4      | 1      | 44,44      | Sub., 2º           |
| apr.-giu. 2018      | Pescara         | B               | 9          | 2          | 5          | 2          | CI              | -               | -               | -               | -               | -                  | -                  | -                  | -                  | -                  | -           | -           | -           | -           | -           | 9      | 2      | 5      | 2      | 22,22      | Sub., 17º          |
| 2018-2019           | Pescara         | B               | 36+2       | 14+0       | 13+1       | 9+1        | CI              | 2               | 0               | 1               | 1               | -                  | -                  | -                  | -                  | -                  | -           | -           | -           | -           | -           | 40     | 14     | 15     | 11     | 35,00      | 4º                 |
| Totale Pescara      | Totale Pescara  | Totale Pescara  | 47         | 16         | 19         | 12         |                 | 2               | 0               | 1               | 1               |                    | -                  | -                  | -                  | -                  |             | -           | -           | -           | -           | 49     | 16     | 20     | 13     | 32,65      |                    |
| feb.-mar. 2020      | Cosenza         | B               | 5          | 1          | 1          | 3          | CI              | -               | -               | -               | -               | -                  | -                  | -                  | -                  | -                  | -           | -           | -           | -           | -           | 5      | 1      | 1      | 3      | 20,00      | Sub., Dimiss.      |
| nov. 2020-2021      | Triestina       | C               | 25+1       | 9+0        | 11+0       | 5+1        | CI              | -               | -               | -               | -               | -                  | -                  | -                  | -                  | -                  | -           | -           | -           | -           | -           | 26     | 9      | 11     | 6      | 34,62      | Sub., 6º           |
| Totale carriera     | Totale carriera | Totale carriera | 646        | 259        | 201        | 186        |                 | 45              | 11              | 15              | 19              |                    | 4                  | 1                  | 1                  | 2                  |             | 2           | 1           | 0           | 1           | 697    | 272    | 217    | 208    | 39,02      |                    |

## Palmarès

### Giocatore
- Coppa Italia Semiprofessionisti: 1

Padova: 1979-1980
- Campionato italiano Serie C2: 2

Padova: 1980-1981 (girone B)
Prato: 1982-1983 (girone A)

### Allenatore

#### Club
- Campionato Nazionale Dilettanti: 1

Treviso: 1994-1995 (girone D)
- Campionato italiano Serie C2: 1

Treviso: 1995-1996 (girone B)
- Campionato italiano Serie C1: 2

Treviso: 1996-1997 (girone A)
Ascoli: 2001-2002 (girone B)
- Supercoppa di Lega di Serie C: 1

Ascoli: 2002

#### Individuale
- Panchina d'argento: 1

1996-1997